# Birken-Zahnspinner

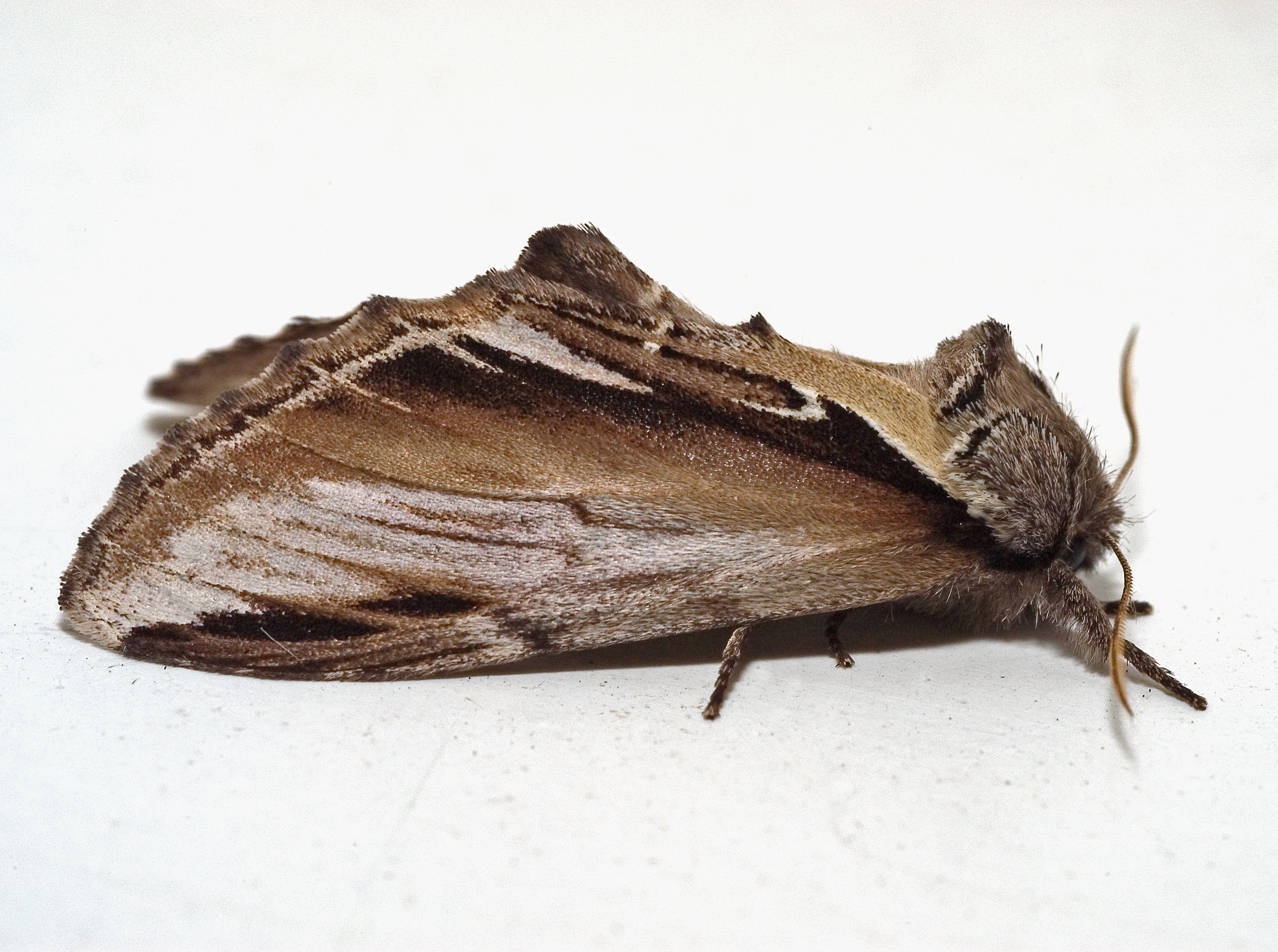

Der Birken-Zahnspinner oder Birken-Porzellanspinner (Pheosia gnoma) ist ein Schmetterling (Nachtfalter) aus der Familie der Zahnspinner (Notodontidae).

## Merkmale
Die Falter erreichen eine Flügelspannweite von 45 bis 50 Millimetern, bei einer Vorderflügellänge von 19 bis 22 Millimetern. Ihre Vorderflügel haben eine helle Grundfärbung. Sie sehen dem Pappel-Zahnspinner (Pheosia tremula) sehr ähnlich. Am Vorderrand nahe der Flügelspitze befindet sich ein schräger schwarzer Fleck, über den aber, anders als beim Pappel-Zahnspinner, keine helle Flügelader läuft. Der Flügelinnenrand ist schwarz, nach innen hin über dunkelbraun nach hellbraun verlaufend gefärbt. Anders als bei der ähnlichen Art, bei der am Außenrand der Vorderflügel zwei bis drei hellgraue keilförmige Flecken sitzen, besitzt der Birken-Zahnspinner neben mehreren feinen weißen Strichen entlang des Flügelaußenrandes einen breiten, aber etwas kürzeren rein weiß gefärbten Keilfleck am Innenwinkel.
Die Raupen erreichen eine Körperlänge von 50 bis 60 Millimetern. Sie glänzen speckig bis wachsartig, haben eine rotbraune, violette oder grüne Grundfarbe und tragen an den Seiten auf Höhe der Stigmen je einen breiten gelben Längsstreifen, der breiter ist, als bei den Raupen des Pappel-Zahnspinners. Die schwarzen Stigmen sind weiß umrandet. Am Hinterleibsende tragen die Raupen einen charakteristischen Höcker. Die Färbung junger Tiere ist blass und wird erst nach und nach kräftiger.

### Ähnliche Arten
- Pappel-Zahnspinner (Pheosia tremula)

## Vorkommen
Die Tiere kommen in Europa und Asien, östlich bis nach Kamtschatka und ins Amurgebiet vor. Westlich beginnt das Verbreitungsgebiet im Norden der Iberischen Halbinsel und reicht über Mittel- und Südeuropa bis in den Norden Skandinaviens. Die Südliche Grenze bildet die nördliche Mittelmeerküste, der Alpenraum und die Nordküste des Schwarzen Meeres. Man findet sie vom Flachland bis in Höhen von etwa 1000 Metern. Sie leben in Wäldern mit Birkenbeständen und hoher Luftfeuchtigkeit, bevorzugt auf Sand- oder Silikatböden, wie beispielsweise in feuchten Tälern und in Jung-, Misch- oder Birkenwäldern. Mancherorts kommen sie aber auch in trockeneren Gebieten vor, wie etwa auf Heiden und ausgetrockneten Hochmooren.

## Lebensweise

### Flug- und Raupenzeiten
Die Falter fliegen jährlich in zwei Generationen von Ende April bis Mitte Juni und von Mitte Juli bis Mitte August. Die Raupen aus den Eiern der ersten Generation findet man von September bis Anfang Oktober, die der zweiten von Juni bis Juli im darauffolgenden Jahr.

### Nahrung der Raupen
Die Raupen ernähren sich hauptsächlich von Birken (Betula), man findet sie aber auch an Pappeln (Populus). Manche Autoren nennen auch Eichen (Quercus), Weiden (Salix) und Erlen (Alnus) als Nahrungspflanzen.

## Entwicklung
Die Verpuppung findet in einem aus Erde gefertigten Kokon im Boden statt. Die dunkelbraune Puppe überwintert.

## Gefährdung und Schutz
Die Art ist nicht gefährdet.